# 로마 광장

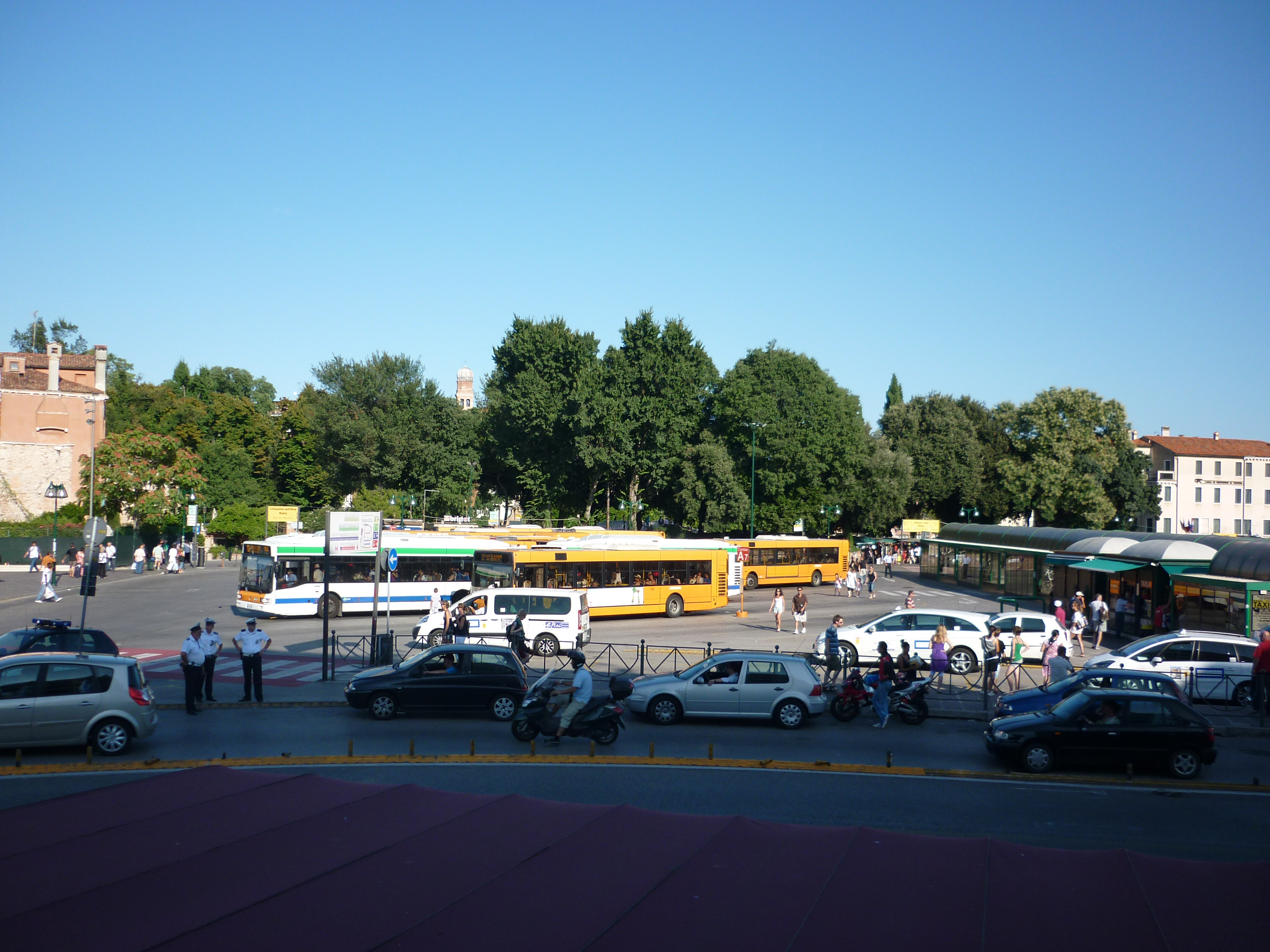
로마 광장

로마 광장(이탈리아어: Piazzale Roma)은 이탈리아 베네치아에 있는 광장이다. 광장은 베네치아의 주요 버스 정류장으로 이용되고 있다. 베네치아 마르코 폴로 공항과 트레비소 공항에 가는 버스 노선이 운행되고있다. 이 광장은 주요 기차역인 베네치아 산타 루치아 역 근처에 현대적인 육교에서 2008년 카날 그란데의 서쪽에 걸린 코스티투지오네 다리로 맺어져 있었다. 대중 교통 베네치아 피플 무버는 2010년부터 운영하고 있으며, 트론체트 섬과 로마 광장을 맺고 있다.

## 같이 보기
- 산마르코 광장